# لانگهوتون، نورث‌آمبرلند
لانگهوتون (به انگلیسی: Longhoughton) یک روستا و محله مدنی در بریتانیا است که در نورث‌آمبرلند واقع شده‌است. لانگهوتون ۱٬۹۶۰ نفر جمعیت دارد.